# Calendula arvensis
 Calendula arvensis  L., 1763 è una specie di pianta angiosperma dicotiledone della famiglia delle Asteraceae (sottofamiglia Asteroideae).

## Etimologia
Il nome generico (Calendula) deriva dal latino Calendae, parola con la quale i Romani indicavano il primo giorno del mese, dato che fiorisce in continuazione più o meno durante tutta l'estate. L'epiteto specifico (arvensis) significa "dei campe e dei prati".
Il nome scientifico della specie è stato definito dal botanico Carl Linnaeus (1707-1778) nella pubblicazione " Species Plantarum, Edition 2" (Sp. Pl., ed. 2. 2: 1303) del 1763.

## Descrizione

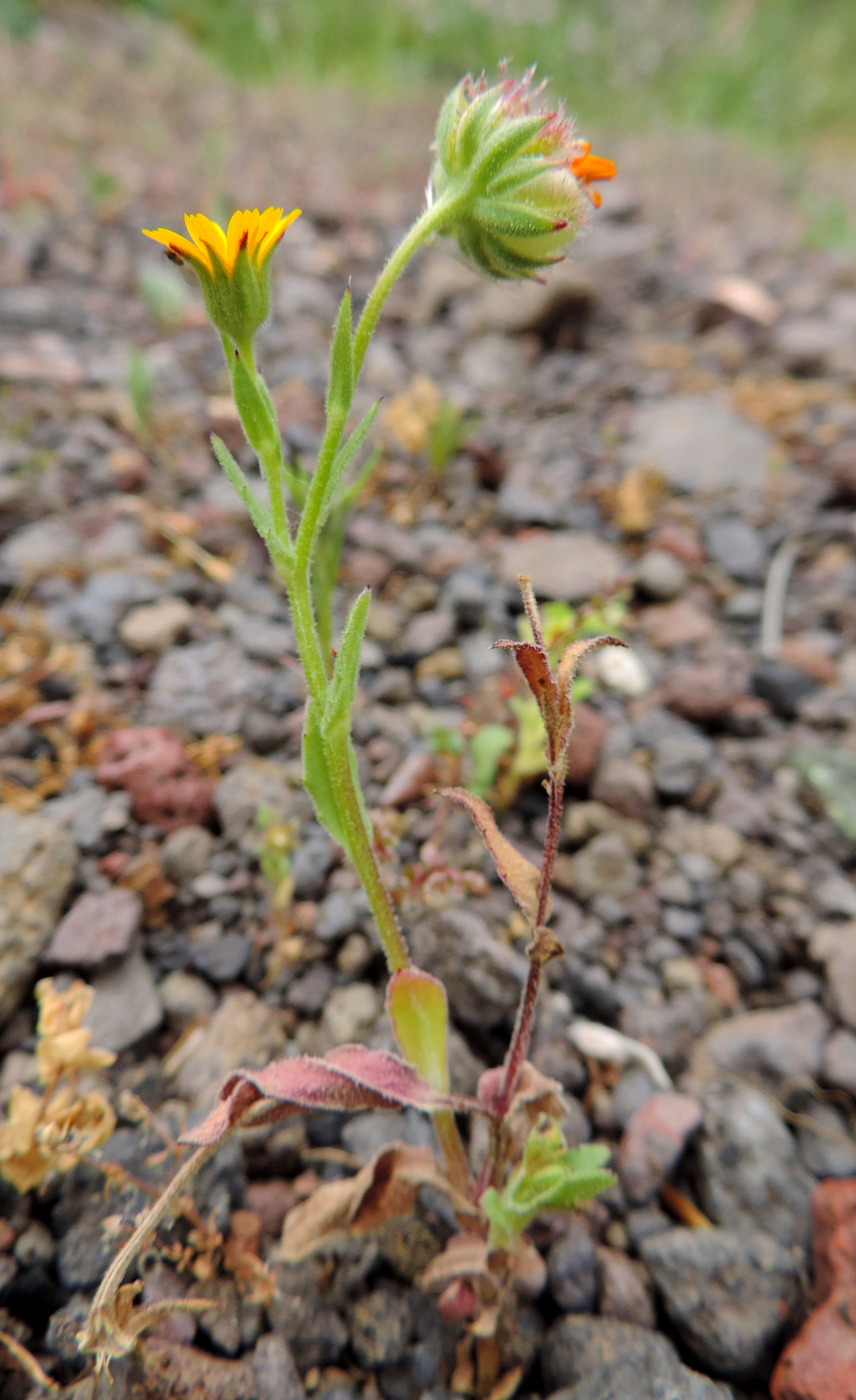
Il portamento

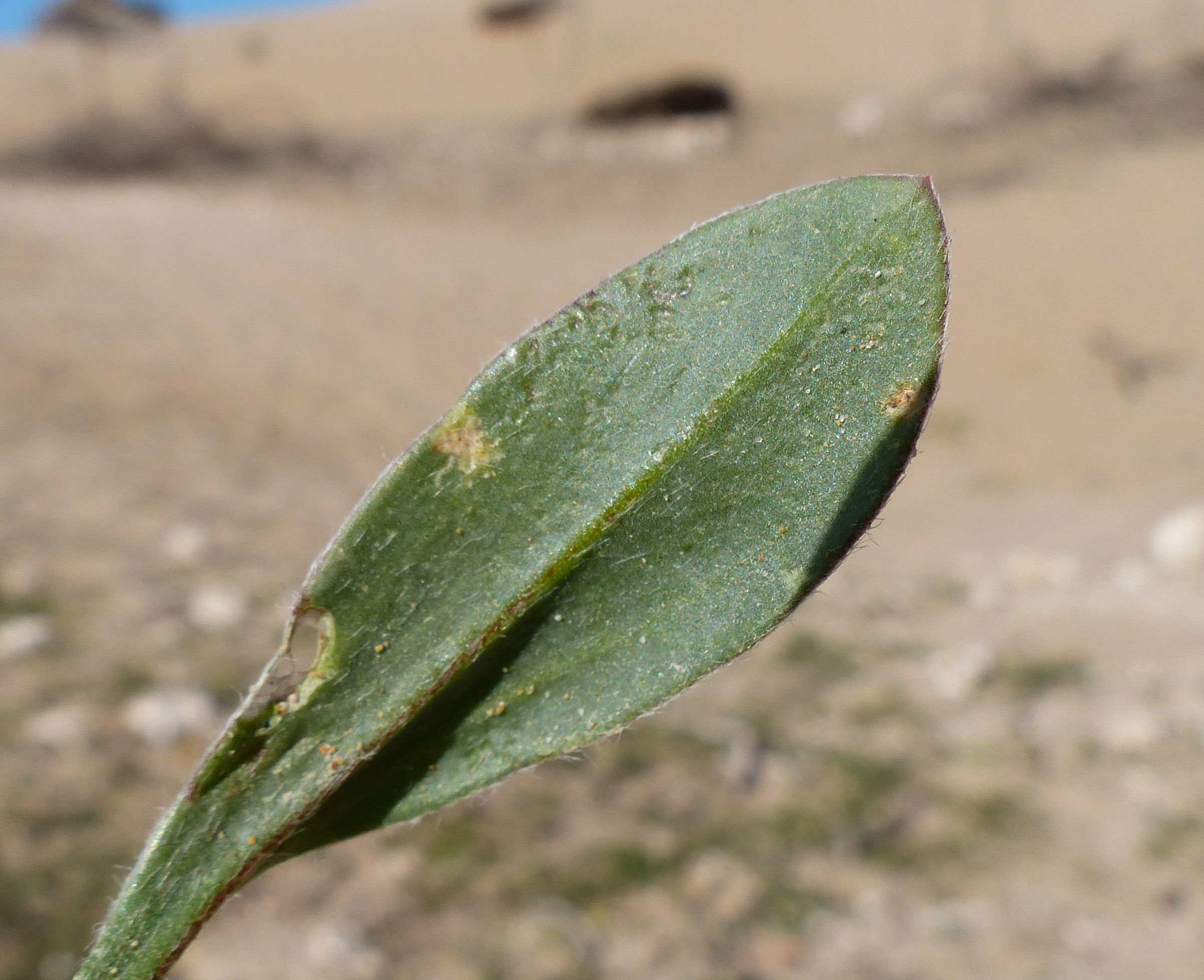
Le foglie

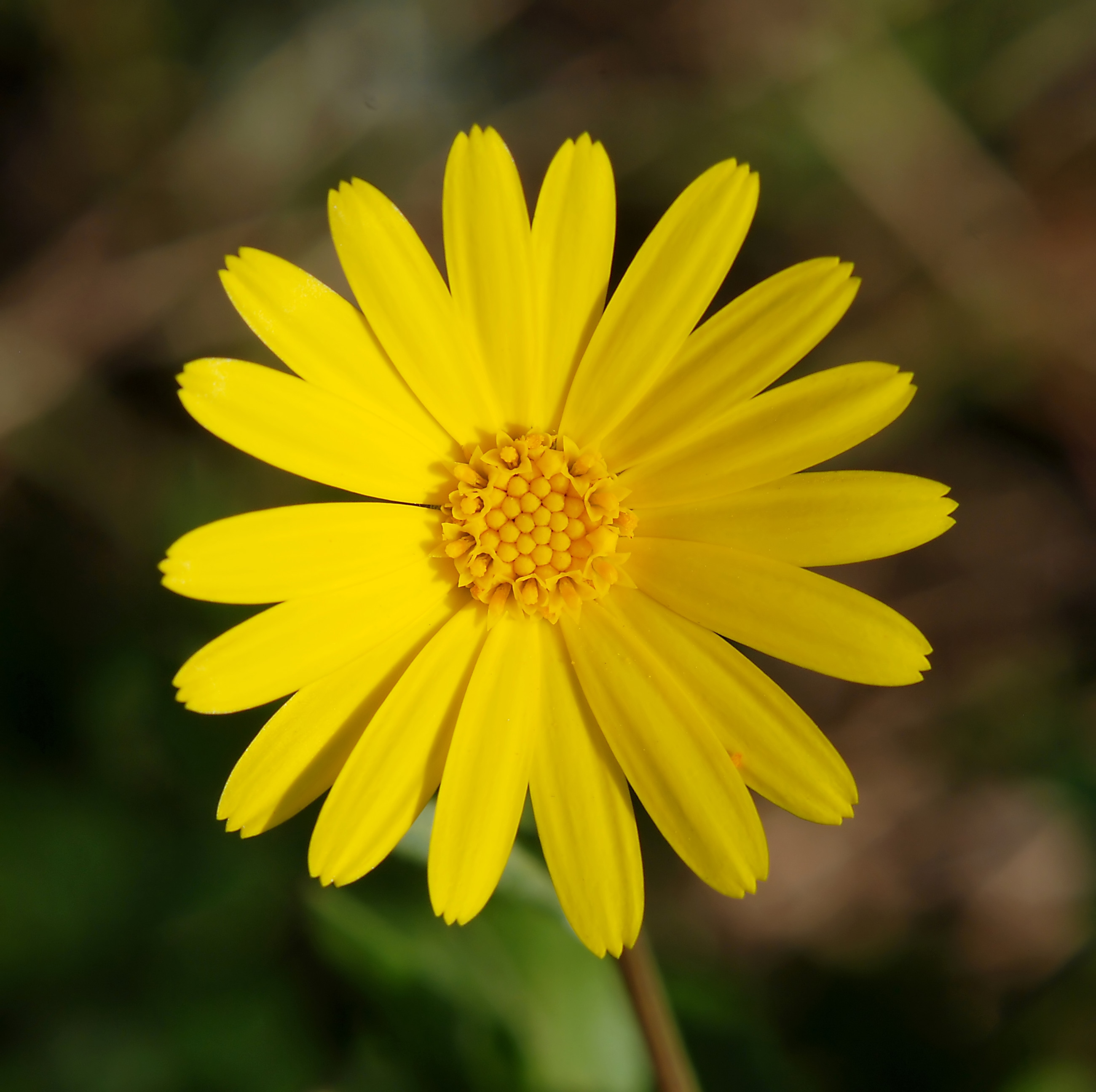
Il capolino

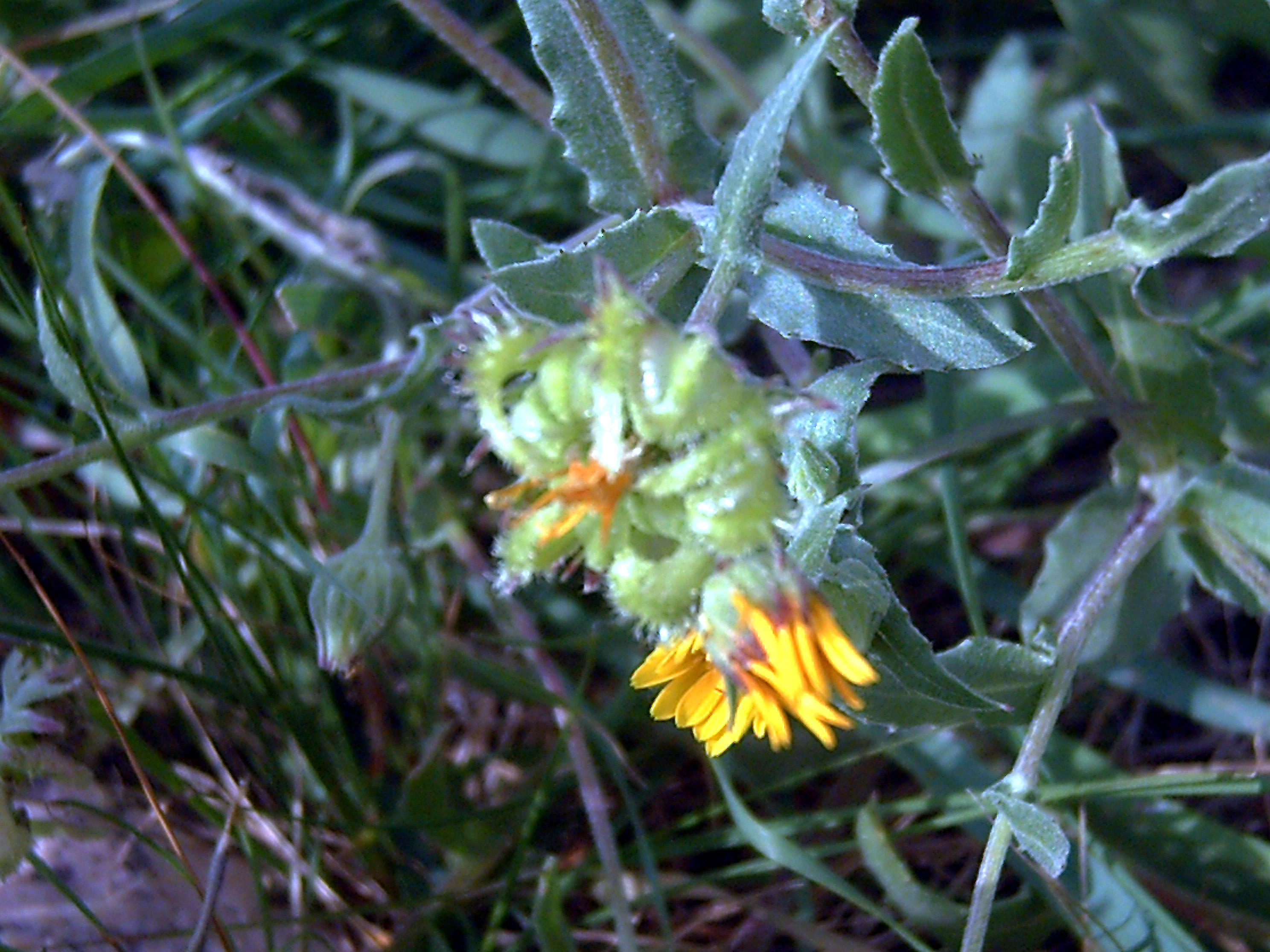
I frutti

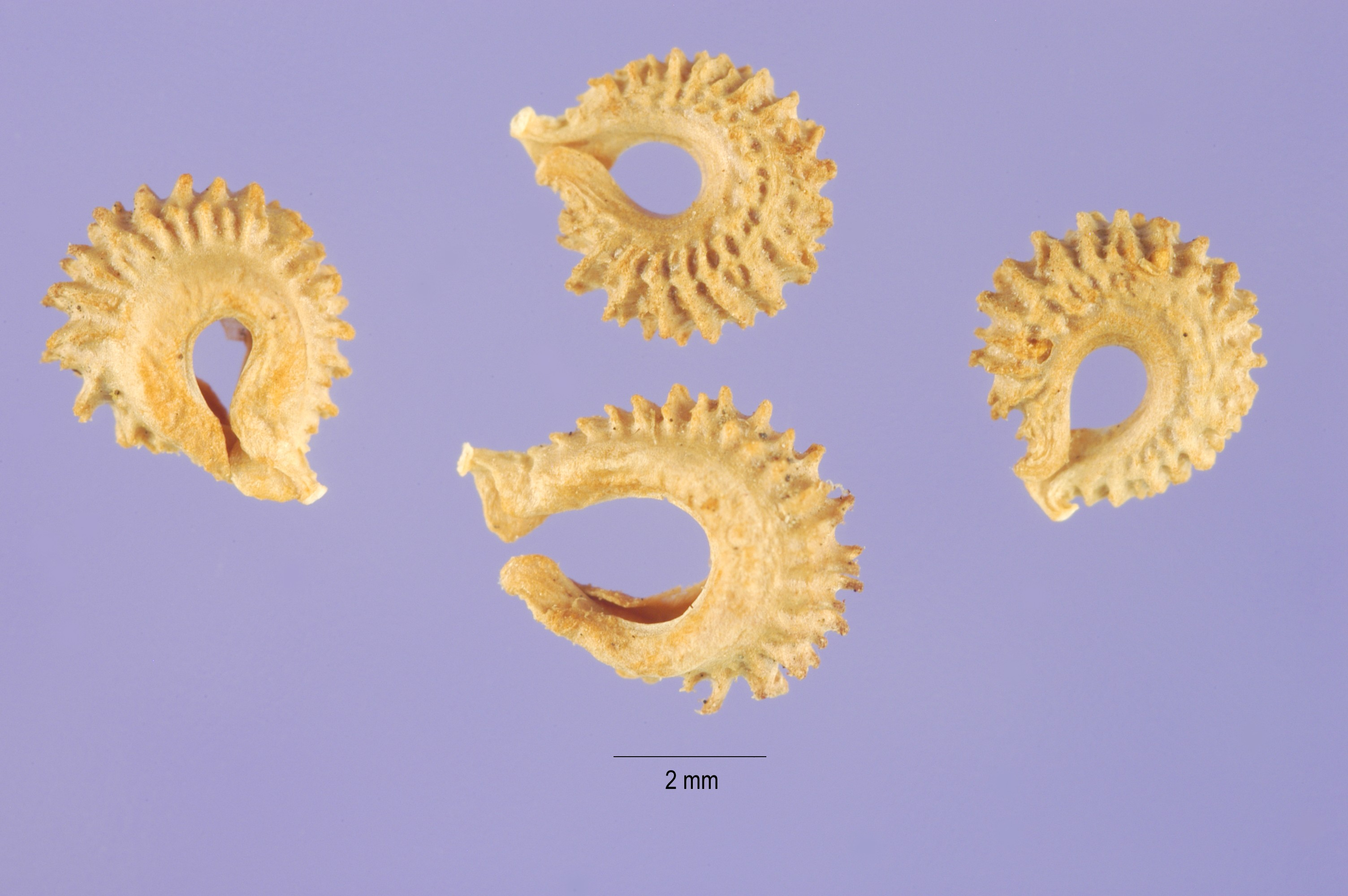
Gli acheni

Habitus. Calendula arvensis ha un habitus erbaceo. In particolare la forma biologica è terofita scaposa (T scap), ossia in generale sono piante erbacee che differiscono dalle altre forme biologiche poiché, essendo annuali, superano la stagione avversa sotto forma di seme e sono munite di asse fiorale eretto e spesso privo di foglie. Un'altra forma biologica per questa specie è emicriptofita bienne (H bienn), ossia sono piante erbacee con gemme svernanti al livello del suolo e protette dalla lettiera o dalla neve e si distinguono dalle altre per il ciclo vitale biennale. Inoltre sono prive di lattice.
Radici. Le radici sono secondarie da rizoma.
Fusto. La parte aerea in genere è eretta (o decombente), semplice o ramosa (e più o meno corimbosa). Talora il fusto può essere sub-legnoso. Altezza massima: 30 – 50 cm.
Foglie. Le foglie in genere sono cauline disposte in modo alternato e sono sessili (o picciolate). Il contorno della lamina è intero con forme soprattutto spatolate. Le foglie inferiori variano da obovate a oblanceolate. I margini sono irregolarmente dentellati. La consistenza della foglia normalmente è erbacea con superficie ricoperta da una densa peluria. Dimensione delle foglie inferiori: larghezza 6 – 15 mm; lunghezza 20 – 50 mm.
Infiorescenza. Le sinflorescenze sono scapose. Le infiorescenze vere e proprie sono formate da un capolino terminale peduncolato (raramente sessile), inclinato, di tipo radiato. Alla base dell'involucro (la struttura principale del capolino) può essere presente un calice formato da alcune brattee fogliacee. I capolini sono formati da un involucro, con forme da campanulate a emisferiche, composto da 7 - 9 brattee, al cui interno un ricettacolo fa da base ai fiori di due tipi: quelli esterni del raggio e quelli più interni del disco. Le brattee, glabre o pelose, da lanceolate a lanceolate, sono disposte in modo più o meno embricato su 1 - 2 serie e possono essere connate alla base; talora possono avere un margine ialino. Il ricettacolo, a volte alveolato, è nudo (senza pagliette a protezione della base dei fiori); la forma è piatta. Diametro del capolino: 1 – 3 cm. Lunghezza del peduncolo: 3 – 5 cm.
Fiori.  I fiori (fiori del raggio: 13 - 18; fiori del disco: 20 - 30) sono tetra-ciclici (formati cioè da 4 verticilli: calice – corolla – androceo – gineceo) e pentameri (calice e corolla formati da 5 elementi). Sono inoltre ermafroditi, più precisamente i fiori del raggio (quelli ligulati e zigomorfi) sono femminili e fertili; mentre quelli del disco centrale (tubulosi e actinomorfi) sono funzionalmente maschili.
- Formula fiorale:

*/x K {\displaystyle \infty }, [C (5), A (5)], G 2 (infero), achenio
- Calice: i sepali del calice sono ridotti ad una coroncina di squame.
- Corolla: nella parte inferiore i petali della corolla sono saldati insieme e formano un tubo. In particolare le corolle dei fiori del disco centrale (tubulosi) terminano con delle fauci dilatate a raggiera con cinque lobi più o meno patenti. Nella corolla dei fiori periferici (ligulati) il tubo si trasforma in un prolungamento da lineare a lanceolato terminante generalmente con tre denti (i fiori ligulati sono lunghi 7 – 20 mm, ossia 1 - 2 volte la lunghezza delle brattee involucrali).  Tutti i fiori (sia ligulati che tubulosi) sono gialli (capolini concolori); raramente sono aranciati.
- Androceo: gli stami sono 5 con dei filamenti liberi. La parte basale del collare dei filamenti può essere dilatata. Le antere invece sono saldate fra di loro e formano un manicotto che circonda lo stilo. Le appendici apicali delle antere sono sagittate. Le teche (produttrici del polline) non sono calcarate (sono cioè prive di speroni), ma hanno le code (caudate). La struttura delle antere è di tipo tetrasporangiato, raramente sono bisporangiate. Il tessuto endoteciale è polarizzato. Il polline è di tipo echinato (con punte sporgenti) a forma sferica.
- Gineceo: l'ovario è infero uniloculare formato da 2 carpelli. Lo stilo (il recettore del polline) è intero (fiori maschili), troncato e con un ciuffo di peli. Le superfici stigmatiche sono continue (e divise almeno alla base) o separate. Dei peli radicali formano un anello alla base dello stilo; la pubescenza può arrivare fin sotto gli stigmi.
- Antesi: da settembre a maggio.

Frutti. I frutti sono degli acheni senza pappo disposti a corona attorno al capolino. Gli acheni presentano a volte un esocarpo carnoso e colorato e sono molto variabili nelle forme e dimensioni (achenio polimorfo): è "rostrato" (acheni esterni) se ricurvo e prolungato in una specie di becco privo di spine; "cimbiforme" (acheni medi) se ricurvo, alato, ma privo di becco; "anulare" (acheni centrali) se molto ricurvo (falciforme), spesso tanto da chiudersi ad anello, privo di ali e di spine. Lunghezza degli acheni: 2 – 3 mm.

## Biologia
Impollinazione: l'impollinazione avviene tramite insetti (impollinazione entomogama tramite farfalle diurne e notturne).

Riproduzione: la fecondazione avviene fondamentalmente tramite l'impollinazione dei fiori (vedi sopra).

Dispersione: i semi (gli acheni) cadendo a terra sono successivamente dispersi soprattutto da insetti tipo formiche (disseminazione mirmecoria). In questo tipo di piante avviene anche un altro tipo di dispersione: zoocoria. Infatti gli uncini delle brattee dell'involucro (se presenti) si agganciano ai peli degli animali di passaggio disperdendo così anche su lunghe distanze i semi della pianta. Inoltre per merito del pappo il vento può trasportare i semi anche a distanza di alcuni chilometri (disseminazione anemocora).

## Distribuzione e habitat

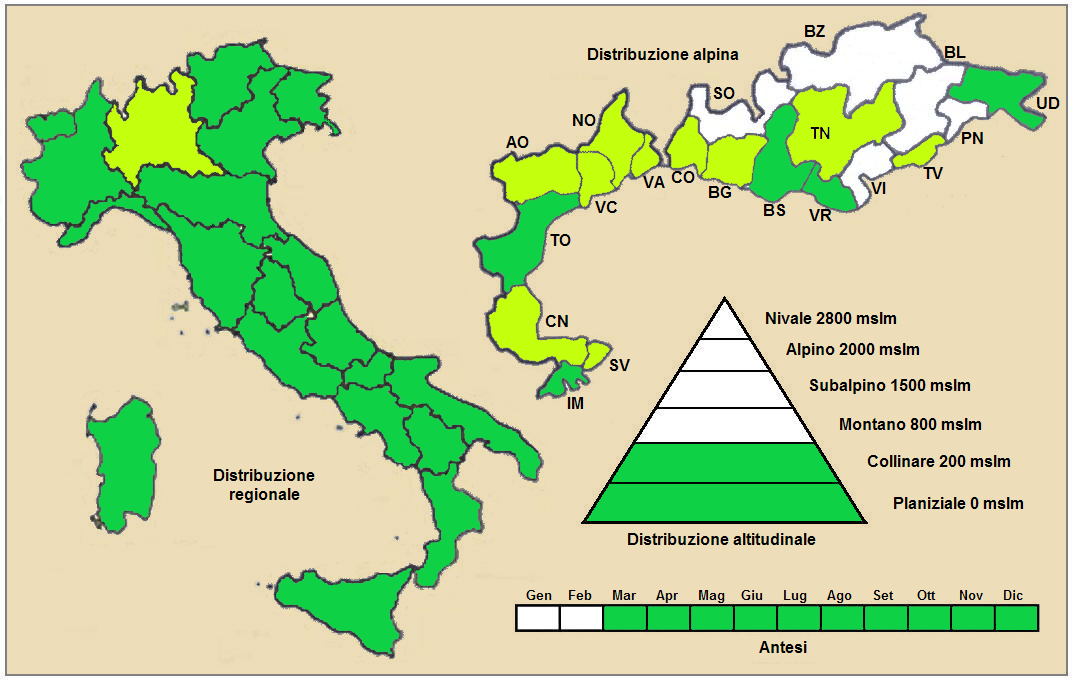
Distribuzione della pianta (Distribuzione regionale – Distribuzione alpina)

Geoelemento: il tipo corologico (area di origine) è Euri-Mediterraneo.
Distribuzione: la specie ha un areale che abbraccia il Nord Africa (Marocco, Algeria, Tunisia, Libia, Egitto e Macaronesia), il Medio Oriente (Israele, Giordania, Libano, Siria, Iran, Iraq, Afghanistan),  il Caucaso (Armenia, Azerbaigian, Georgia, Turkmenistan) e l'Europa (Portogallo, Spagna (incluse le Isole Baleari), Francia, Italia, Germania, Svizzera, ex-Iugoslavia, Albania, Grecia (inclusa Creta) Cipro, Romania, Ungheria, Moldavia e Ucraina). In Italia questa specie è comune ed è presente in tutta la penisola (con l'eccezione della Val d'Aosta e del Trentino) e nelle isole maggiori. Nelle Alpi, questa specie si trova in Francia, Svizzera e Austria. Sugli altri rilievi collegati alle Alpi è presente nei Monti Vosgi, Massiccio del Giura, Massiccio Centrale e Pirenei.
Habitat: l'habitat preferito per queste piante sono i prati soleggiati, ma anche i bordi delle strade e delle aree coltivate (campi e vigneti). Il substrato preferito è calcareo ma anche calcareo/siliceo con pH basico, medi valori nutrizionali del terreno che deve essere arido.
Distribuzione altitudinale: sui rilievi alpini, in Italia, queste piante si possono trovare fino a 600 m s.l.m.; nelle Alpi frequentano quindi i seguenti piani vegetazionali: collinare (oltre a quello planiziale).

### Fitosociologia

#### Areale alpino
Dal punto di vista fitosociologico alpino Calendula arvensis appartiene alla seguente comunità vegetale:
Formazione: delle comunità terofiche pioniere nitrofile
Classe: Stellarietea mediae

#### Areale italiano
Per l'areale completo italiano Calendula arvensis appartiene alla seguente comunità vegetale:
Macrotipologia: vegetazione erbacea sinantropica, ruderale e megaforbieti.
Classe: Stellarietea mediae
Ordine: Solano nigri-Polygonetalia convolvuli (Sissingh in Westhoff, Dijk, Passchier & Sissingh 1946) O. Bolòs, 1962
Alleanza: Veronico agrestis-Euphorbion peplus Peplus Sissingh ex Passarge, 1964
Descrizione. L'alleanza Veronico agrestis-Euphorbion peplus è relativa alle comunità infestanti, terofitiche, su suoli molto fertili (limosi o argillosi), ricchi in sostanza organica, generalmente nelle colture orticole, vigneti e frutteti in generale. La distribuzione di questa cenosi è eurosiberiana. In Italia questa alleanza è presente in Veneto in due diverse serie di vegetazione (quella dell’alta Pianura Padana orientale e quella prealpina orientale collinare). Il livello di conservazione di queste cenosi è fortemente variabile e relativa all'adattamento ai continui disturbi e rimaneggiamenti dei suoli, per effetto delle operazioni agricole, del calpestìo, ecc. In caso di agricoltura non di tipo tradizionale (fertilizzazioni di sintesi, diffusione di erbicidi) tali comunità sono suscettibili di scomparsa.
Specie presenti nell'associazione: Allium vineale, Calendula arvensis, Euphorbia peplus, Fumaria officinalis, Heliotropium europaeum, Geranium rotundifolium, Mercurialis annua, Muscari racemosus, Amaranthus retroflexus, Chenopodium album, Chenopodium hybridum, Echinochloa crus-galli, Euphorbia helioscopia, Solanum nigrum, Sonchus arvensis, Sonchus asper, Thlaspi arvense, Tripleurospermum inodorum, Sonchus oleraceus, Fallopia convolvulus, Lysimachia arvensis, Veronica agrestis, Stellaria media, Capsella bursa-pastoris, Amaranthus powellii, Galinsoga parviflora, Lamium purpureum e Sinapis arvensis.
Altre alleanze per questa specie sono:
- Fumarion wirtgenii-agrariae

## Tassonomia
La famiglia di appartenenza di questa voce (Asteraceae o Compositae, nomen conservandum) probabilmente originaria del Sud America, è la più numerosa del mondo vegetale, comprende oltre 23.000 specie distribuite su 1.535 generi, oppure 22.750 specie e 1.530 generi secondo altre fonti (una delle checklist più aggiornata elenca fino a 1.679 generi). La famiglia attualmente (2021) è divisa in 16 sottofamiglie; la sottofamiglia Asteroideae è una di queste e rappresenta l'evoluzione più recente di tutta la famiglia.

### Filogenesi
Il genere della specie di questa voce è descritto nella tribù Calenduleae (una delle 21 tribù della sottofamiglia Asteroideae). Da un punto di vista filogenetico, la tribù Calenduleae fa parte del supergruppo (o sottofamiglia) "Asteroideae grade"; l'altro è il supergruppo "Non-Asteroideae" contenente il resto delle sottofamiglie delle Asteraceae. All'interno del supergruppo è vicina alle tribù Senecioneae, Gnaphalieae, Astereae e Anthemideae.
Calendula, nell'ambito della filogenesi della sottotribù, si trova in un gruppo politomico comprendente i generi Gibbaria e Osteospermum. La classificazione di questo genere è difficile anche per la polimorfia degli acheni, a volte differenti nella stessa specie.
I caratteri distintivi del genere  Calendula sono:
- lo stilo è indiviso;
- l'achenio è polimorfo: "rostrato" o "cimbiforme" (fiori esterni); "anulare" o curvo (fiori interni).

La specie di questa voce fa parte dell'Aggregato di Calendula arvensis. Questo gruppo (eterogeneo e variabile) la cui variabilità è concentrata sul portamento, la grandezza del capolino e le forme degli acheni, è caratterizzato da specie sinantropiche di recente diversificazione. Sono presenti specie tetraploidi.
Composizione dell'aggregato:
- Calendula arvensis L.
- Calendula stellata  Cav.
- Calendula tripterocarpa  Rupr.

I caratteri distintivi per la specie  C. arvensis sono:
- le foglie inferiori variano da obovate a oblanceolate;
- tutti i fiori (sia ligulati che tubulosi) sono gialli (capolini concolori);
- i fiori ligulati sono lunghi 7 - 20 mm (1 - 2 volte la lunghezza delle brattee involucrali);
- gli acheni esterni sono rostrati;
- gli acheni medi sono cimbiformi:
- gli acheni centrali sono anulari (non alati).

Il numero cromosomico della specie è: 2n = 36 e 44.

### Variabilità
La variabilità di questa specie si evidenzia soprattutto nella pelosità che può presentarsi più densa e con fiori ligulati più grandi (2 - 3 x 15 – 20 mm). In Italia queste varietà si presentano in Puglia e in Sicilia.

### Sinonimi
Sono elencati alcuni sinonimi per questa entità:
- Caltha arvensis Vaill.
- Calendula alata  Rech.f.
- Calendula algeriensis  Boiss. & Reut.
- Calendula amplexifolia  Rchb.
- Calendula bicolor  Raf.
- Calendula brachyglossa  Rupr.
- Calendula byzantina  DC.
- Calendula cristagalli  Viv.
- Calendula echinata  DC.
- Calendula gracilis  DC.
- Calendula malacitana  Boiss. & Reut.
- Calendula malvaecarpa  Pomel
- Calendula micrantha  Boiss. & Noë
- Calendula micrantha  Tineo & Guss.
- Calendula microcephala  Kral. ex Rchb.
- Calendula officinalis subsp. arvensis (L.)
- Calendula aegyptiaca Desf.
- Calendula malacitana Boiss. & Reut.
- Calendula micrantha Tineo & Guss.
- Calendula parviflora Raf.
- Calendula sicula  Poir.
- Calendula subinermis  Pomel
- Calendula sublanata  Rchb.f.
- Calendula sylvestris  Garsault
- Calendula undulata  J.Gay ex Gaudin
- Caltha graveolens  Gilib.

## Ecologia
È pianta nutrice delle larve di diverse specie di Lepidotteri, tra cui la Cucullia calendulae.

## Usi
La Calendula arvensis ha proprietà molto simili alla Calendula officinalis e trova impieghi analoghi a quest'ultima in erboristeria.

## Calendula arvensis nell'arte

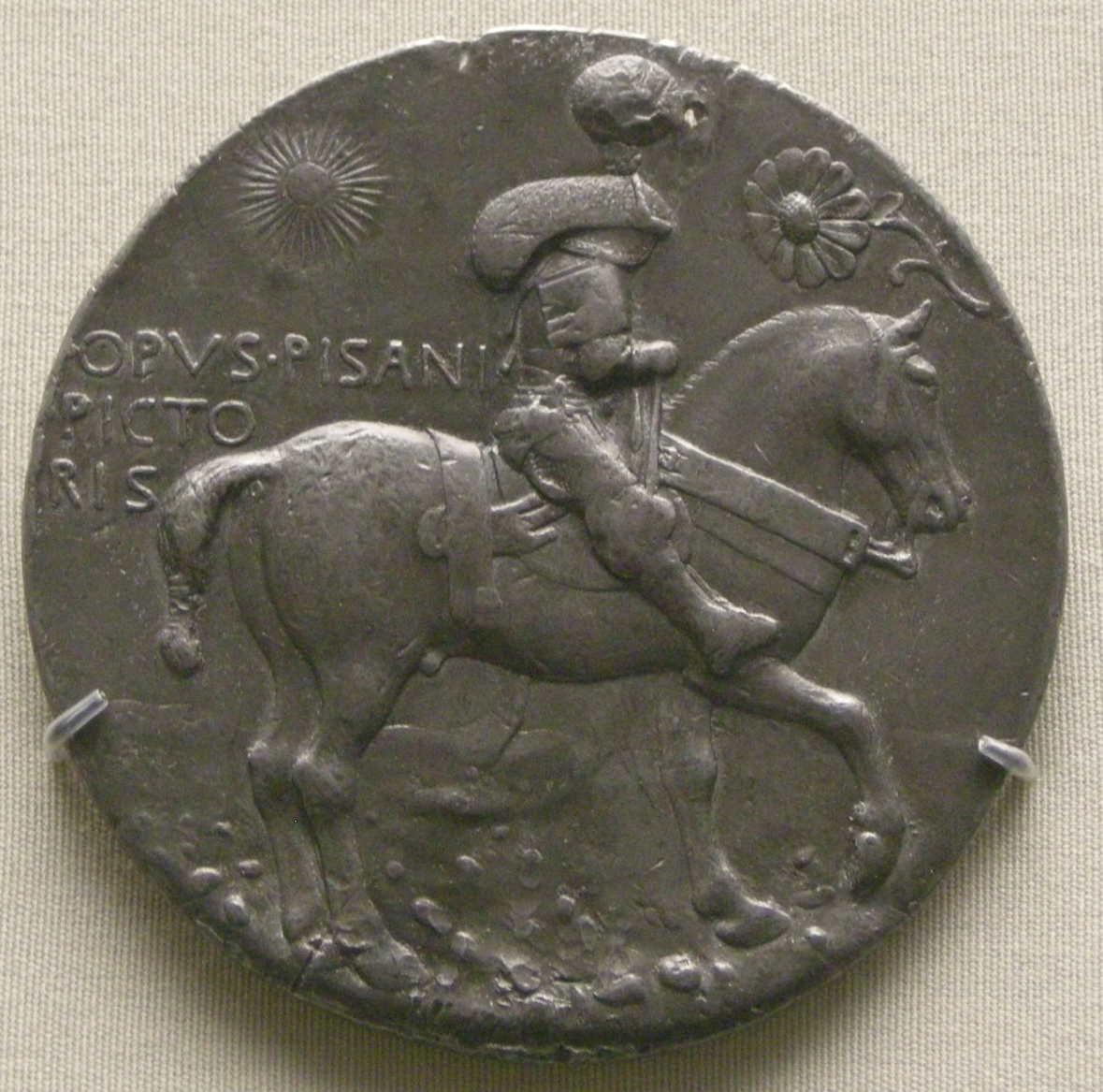
Pisanello, medaglia di Ludovico III Gonzaga, con la calendula (in alto a destra), una delle imprese più antiche dei Gonzaga.